# Liste von Terroranschlägen in Peru
Die Liste von Terroranschlägen in Peru beinhaltet eine Übersicht über in Peru verübte Terroranschläge.

## Erläuterung
In der Spalte Politische Ausrichtung ist die politische bzw. weltanschauliche Einordnung der Täter angegeben: faschistisch, rassistisch, nationalistisch, nationalsozialistisch, sozialistisch, kommunistisch, antiimperialistisch, islamistisch (schiitisch, sunnitisch, deobandisch, salafistisch, wahhabitisch), hinduistisch. Bei vorrangig auf staatliche Unabhängigkeit oder Autonomie zielender Ausrichtung ist autonomistisch vorangestellt, gefolgt von der Region oder der Volksgruppe und ggf. weiteren Merkmalen der Täter: armenisch, irisch (katholisch), kurdisch, tirolisch, tschetschenisch, dagestanisch, punjabisch (sikhistisch), palästinensisch.
Die Opferzahlen der Anschläge werden farbig dargestellt:

Die Zahl bei den Anschlägen getöteter/verletzter Täter ist in Klammern ( ) gesetzt.

## 1982
| Datum/Beginn    | Ort      | Artikel/Quelle(n) | Täter            | Politische Ausrichtung              | Mittel                                   | Ziel               | Tote     | Verletzte | Hintergrund                  |
| --------------- | -------- | ----------------- | ---------------- | ----------------------------------- | ---------------------------------------- | ------------------ | -------- | --------- | ---------------------------- |
| 26. März 1982   | Lima     | [ 1 ]             | Leuchtender Pfad | marxistisch-leninistisch-maoistisch | Automatische Schusswaffe(n)              | Militäreinheit     | 20       | 0         | Bewaffneter Konflikt in Peru |
| 22. August 1982 | Ayacucho | [ 2 ]             | Leuchtender Pfad | marxistisch-leninistisch-maoistisch | Automatische Schusswaffe(n), Sprengstoff | Polizeiaußenposten | 21 (+20) | 3         | Bewaffneter Konflikt in Peru |

## 1983
| Datum/Beginn       | Ort          | Artikel/Quelle(n) | Täter            | Politische Ausrichtung              | Mittel                                   | Ziel              | Tote | Verletzte | Hintergrund                  |
| ------------------ | ------------ | ----------------- | ---------------- | ----------------------------------- | ---------------------------------------- | ----------------- | ---- | --------- | ---------------------------- |
| 20. Januar 1983    | Ayacucho     | [ 3 ]             | Leuchtender Pfad | marxistisch-leninistisch-maoistisch | Automatische Schusswaffe(n)              | Dorf              | 20   | 7         | Bewaffneter Konflikt in Peru |
| 20. Februar 1983   | Ayacucho     | [ 4 ]             | Leuchtender Pfad | marxistisch-leninistisch-maoistisch | Automatische Schusswaffe(n)              | Polizisten        | 60   |           | Bewaffneter Konflikt in Peru |
| 20. Februar 1983   | Ayacucho     | [ 5 ]             | Leuchtender Pfad | marxistisch-leninistisch-maoistisch | Automatische Schusswaffe(n)              | Dorf              | 50   |           | Bewaffneter Konflikt in Peru |
| 26. Februar 1983   | Ayacucho     | [ 6 ]             | Leuchtender Pfad | marxistisch-leninistisch-maoistisch | Automatische Schusswaffe(n)              | Militäreinheit    | 62   |           | Bewaffneter Konflikt in Peru |
| 03. April 1983     | Ayacucho     | [ 7 ]             | Leuchtender Pfad | marxistisch-leninistisch-maoistisch | Automatische Schusswaffe(n)              | Dorf              | 45   | 0         | Bewaffneter Konflikt in Peru |
| 21. Mai 1983       | Cajamarca    | [ 8 ]             | Leuchtender Pfad | marxistisch-leninistisch-maoistisch | Automatische Schusswaffe(n)              | Militäreinheit    | 20   | 0         | Bewaffneter Konflikt in Peru |
| 22. Mai 1983       | Ayacucho     | [ 9 ]             | Leuchtender Pfad | marxistisch-leninistisch-maoistisch | Automatische Schusswaffe(n)              | Regierungsgebäude | 51   | 0         | Bewaffneter Konflikt in Peru |
| 22. Mai 1983       | Ayacucho     | [ 10 ]            | Leuchtender Pfad | marxistisch-leninistisch-maoistisch | Automatische Schusswaffe(n)              | Militäreinheit    | 41   | 0         | Bewaffneter Konflikt in Peru |
| 23. Mai 1983       | Ayacucho     | [ 11 ]            | Leuchtender Pfad | marxistisch-leninistisch-maoistisch | Automatische Schusswaffe(n)              | Dorf              | 79   | 2         | Bewaffneter Konflikt in Peru |
| 04. Juni 1983      | Ayacucho     | [ 12 ]            | Leuchtender Pfad | marxistisch-leninistisch-maoistisch |                                          | Bauern            | 26   | 0         | Bewaffneter Konflikt in Peru |
| 11. Juli 1983      | Lima         | [ 13 ]            | Leuchtender Pfad | marxistisch-leninistisch-maoistisch | Automatische Schusswaffe(n), Sprengstoff | Regierungsgebäude | 2    | 40        | Bewaffneter Konflikt in Peru |
| 01. August 1983    | Ayacucho     | [ 14 ]            | Leuchtender Pfad | marxistisch-leninistisch-maoistisch | Automatische Schusswaffe(n)              | Militäreinheit    | 42   | 24        | Bewaffneter Konflikt in Peru |
| 05. September 1983 | San Martín   | [ 15 ]            | Leuchtender Pfad | marxistisch-leninistisch-maoistisch | Automatische Schusswaffe(n)              | Militäreinheit    | 40   | 0         | Bewaffneter Konflikt in Peru |
| 27. September 1983 | Ayacucho     | [ 16 ]            | Leuchtender Pfad | marxistisch-leninistisch-maoistisch | Automatische Schusswaffe(n)              | Sicherheitskräfte | 22   | 0         | Bewaffneter Konflikt in Peru |
| 16. Oktober 1983   | Ayacucho     | [ 17 ]            | Leuchtender Pfad | marxistisch-leninistisch-maoistisch | Automatische Schusswaffe(n)              | Militäreinheit    | 30   | 0         | Bewaffneter Konflikt in Peru |
| 20. Oktober 1983   | Ayacucho     | [ 18 ]            | Leuchtender Pfad | marxistisch-leninistisch-maoistisch | Automatische Schusswaffe(n), Sprengstoff | Dorf              | 10   | 20        | Bewaffneter Konflikt in Peru |
| 30. Oktober 1983   | Huancavelica | [ 19 ]            | Leuchtender Pfad | marxistisch-leninistisch-maoistisch | Schusswaffe(n)                           | Polizeistation    | 20   | 0         | Bewaffneter Konflikt in Peru |
| 14. November 1983  | Ayacucho     | [ 20 ]            | Leuchtender Pfad | marxistisch-leninistisch-maoistisch | Schusswaffe(n)                           |                   | 34   | 0         | Bewaffneter Konflikt in Peru |
| 15. November 1983  | Cusco        | [ 21 ]            | Leuchtender Pfad | marxistisch-leninistisch-maoistisch | Automatische Schusswaffe(n)              | Militäreinheit    | 20   | 0         | Bewaffneter Konflikt in Peru |
| 09. Dezember 1983  | Junín        | [ 22 ]            | Leuchtender Pfad | marxistisch-leninistisch-maoistisch | Automatische Schusswaffe(n)              | Militäreinheit    | 25   | 0         | Bewaffneter Konflikt in Peru |
| 09. Dezember 1983  | Ayacucho     | [ 23 ]            | Leuchtender Pfad | marxistisch-leninistisch-maoistisch | Automatische Schusswaffe(n)              | Militäreinheit    | 35   | 0         | Bewaffneter Konflikt in Peru |
| 15. Dezember 1983  | Huancavelica | [ 24 ]            | Leuchtender Pfad | marxistisch-leninistisch-maoistisch | Automatische Schusswaffe(n)              | Militäreinheit    | 20   | 0         | Bewaffneter Konflikt in Peru |
| 15. Dezember 1983  | Huancavelica | [ 25 ]            | Leuchtender Pfad | marxistisch-leninistisch-maoistisch | Automatische Schusswaffe(n)              | Militäreinheit    | 60   | 0         | Bewaffneter Konflikt in Peru |

## 1984
| Datum/Beginn       | Ort          | Artikel/Quelle(n)           | Täter                       | Politische Ausrichtung              | Mittel                                                      | Ziel               | Tote | Verletzte | Hintergrund                  |
| ------------------ | ------------ | --------------------------- | --------------------------- | ----------------------------------- | ----------------------------------------------------------- | ------------------ | ---- | --------- | ---------------------------- |
| 17. Januar 1984    | Ayacucho     | [ 26 ]                      | Leuchtender Pfad            | marxistisch-leninistisch-maoistisch | Automatische Schusswaffe(n)                                 | Dorf               | 40   | 0         | Bewaffneter Konflikt in Peru |
| 08. Februar 1984   | Ancash       | [ 27 ]                      | Leuchtender Pfad            | marxistisch-leninistisch-maoistisch | Automatische Schusswaffe(n)                                 | Bauern             | 27   | 0         | Bewaffneter Konflikt in Peru |
| 01. April 1984     | Puno         | [ 28 ]                      | Leuchtender Pfad            | marxistisch-leninistisch-maoistisch | Automatische Schusswaffe(n)                                 | Militäreinheit     | 40   | 0         | Bewaffneter Konflikt in Peru |
| 09. April 1984     | Moyobamba    | [ 29 ]                      | Leuchtender Pfad            | marxistisch-leninistisch-maoistisch | Automatische Schusswaffe(n)                                 | Militäreinheit     | 20   | 0         | Bewaffneter Konflikt in Peru |
| 13. April 1984     | Huancavelica | [ 30 ]                      | Leuchtender Pfad            | marxistisch-leninistisch-maoistisch | Automatische Schusswaffe(n), Maschinenpistole(n)            | Dorf               | 20   | 0         | Bewaffneter Konflikt in Peru |
| 20. April 1984     | Ancash       | [ 31 ]                      | Leuchtender Pfad            | marxistisch-leninistisch-maoistisch | Automatische Schusswaffe(n), Maschinenpistole(n), Exekution | Dorf               | 32   |           | Bewaffneter Konflikt in Peru |
| 09. Mai 1984       | Tacna        | [ 32 ]                      | Leuchtender Pfad            | marxistisch-leninistisch-maoistisch | Messer, Gewehre                                             | Dorf               | 21   | 45        | Bewaffneter Konflikt in Peru |
| 15. Mai 1984       | Ancash       | [ 33 ]                      | Leuchtender Pfad            | marxistisch-leninistisch-maoistisch | Automatische Schusswaffe(n), Stichwaffe(n)                  | Dorf               | 35   | 25        | Bewaffneter Konflikt in Peru |
| 03. Juni 1984      | Cusco        | [ 34 ]                      | Leuchtender Pfad            | marxistisch-leninistisch-maoistisch | Automatische Schusswaffe(n)                                 | Militäreinheit     | 46   | 0         | Bewaffneter Konflikt in Peru |
| 08. Juni 1984      | Huancavelica | [ 35 ]                      | Leuchtender Pfad            | marxistisch-leninistisch-maoistisch | Automatische Schusswaffe(n)                                 | Markt              | 21   | 0         | Bewaffneter Konflikt in Peru |
| 14. Juni 1984      | Ayacucho     | [ 36 ]                      | Leuchtender Pfad            | marxistisch-leninistisch-maoistisch | Automatische Schusswaffe(n)                                 | Dorf               | 20   | 0         | Bewaffneter Konflikt in Peru |
| 23. Juni 1984      | Ayacucho     | [ 37 ]                      | Leuchtender Pfad            | marxistisch-leninistisch-maoistisch |                                                             | Dorf               | 20   | 0         | Bewaffneter Konflikt in Peru |
| 24. Juni 1984      | Ayacucho     | [ 38 ]                      | Leuchtender Pfad            | marxistisch-leninistisch-maoistisch | Automatische Schusswaffe(n), Sprengstoff                    | Polizeiposten      | 16   | 28        | Bewaffneter Konflikt in Peru |
| 25. Juni 1984      | Tacna        | [ 39 ]                      | Leuchtender Pfad            | marxistisch-leninistisch-maoistisch | Automatische Schusswaffe(n)                                 | Dorf               | 54   | 0         | Bewaffneter Konflikt in Peru |
| 05. Juli 1984      | Arequipa     | [ 40 ]                      | Leuchtender Pfad            | marxistisch-leninistisch-maoistisch | Machete(n), Gewehr(e), Speere                               | Dorf               | 27   | 7         | Bewaffneter Konflikt in Peru |
| 07. Juli 1984      | Ayacucho     | [ 41 ]                      | Leuchtender Pfad            | marxistisch-leninistisch-maoistisch | Machete(n), Gewehr(e), Sprengstoff                          | Dorf               | 36   | 0         | Bewaffneter Konflikt in Peru |
| 11. Juli 1984      | Ayacucho     | [ 42 ]                      | Leuchtender Pfad            | marxistisch-leninistisch-maoistisch | Schusswaffe                                                 | Bauern             | 20   | 0         | Bewaffneter Konflikt in Peru |
| 11. Juli 1984      | Ayacucho     | [ 43 ]                      | Leuchtender Pfad            | marxistisch-leninistisch-maoistisch | Automatische Schusswaffe(n)                                 | Dorf               | 25   | 0         | Bewaffneter Konflikt in Peru |
| 15. Juli 1984      | Ayacucho     | [ 44 ]                      | Leuchtender Pfad            | marxistisch-leninistisch-maoistisch |                                                             | Dorf               | 100  | 0         | Bewaffneter Konflikt in Peru |
| 16. Juli 1984      | Ayacucho     | [ 45 ]                      | Leuchtender Pfad            | marxistisch-leninistisch-maoistisch |                                                             | Bauern             | 20   | 0         | Bewaffneter Konflikt in Peru |
| 20. Juli 1984      | Ayacucho     | [ 46 ]                      | Leuchtender Pfad            | marxistisch-leninistisch-maoistisch | Automatische Schusswaffe(n)                                 | Dorf               | 30   | 0         | Bewaffneter Konflikt in Peru |
| 27. Juli 1984      | Lima         | [ 47 ]                      | Leuchtender Pfad            | marxistisch-leninistisch-maoistisch |                                                             | Polizeiposten      | 22   | 15        | Bewaffneter Konflikt in Peru |
| 29. Juli 1984      | Huamanga     | [ 48 ]                      | Leuchtender Pfad            | marxistisch-leninistisch-maoistisch | Automatische Schusswaffe(n)                                 | Polizeieinheit     | 19   | 25        | Bewaffneter Konflikt in Peru |
| 29. Juli 1984      | Santa Rosa   | [ 49 ]                      | vermutlich Leuchtender Pfad | marxistisch-leninistisch-maoistisch | Schusswaffen                                                | Kirche             | 20   | 40        | Bewaffneter Konflikt in Peru |
| 08. August 1984    | Ayacucho     | [ 50 ] [ 51 ] [ 52 ] [ 53 ] | Leuchtender Pfad            | marxistisch-leninistisch-maoistisch | Automatische Schusswaffen, Messer                           | Dörfer             | 51   | 0         | Bewaffneter Konflikt in Peru |
| 11. August 1984    | Ayacucho     | [ 54 ]                      | Leuchtender Pfad            | marxistisch-leninistisch-maoistisch |                                                             | Milizionäre        | 26   | 0         | Bewaffneter Konflikt in Peru |
| 14. August 1984    | Huaylas      | [ 55 ]                      | Leuchtender Pfad            | marxistisch-leninistisch-maoistisch | Automatische Schusswaffe(n)                                 | Militäreinheit     | 25   | 0         | Bewaffneter Konflikt in Peru |
| 27. August 1984    | Ancash       | [ 56 ]                      | Leuchtender Pfad            | marxistisch-leninistisch-maoistisch | Automatische Schusswaffe(n)                                 | Dorf               | 40   | 14        | Bewaffneter Konflikt in Peru |
| 03. September 1984 | Apurímac     | [ 57 ]                      | Leuchtender Pfad            | marxistisch-leninistisch-maoistisch | Automatische Schusswaffe(n)                                 | Militäreinheit     | 22   | 0         | Bewaffneter Konflikt in Peru |
| 03. September 1984 | Ayacucho     | [ 58 ]                      | Leuchtender Pfad            | marxistisch-leninistisch-maoistisch | Automatische Schusswaffe(n), Brandstiftung                  | Dorf               | 50   | 0         | Bewaffneter Konflikt in Peru |
| 13. September 1984 | Ayacucho     | [ 59 ]                      | Leuchtender Pfad            | marxistisch-leninistisch-maoistisch | Automatische Schusswaffe(n)                                 | Militäreinheit     | 34   | 0         | Bewaffneter Konflikt in Peru |
| 25. September 1984 | Ayacucho     | [ 60 ]                      | Leuchtender Pfad            | marxistisch-leninistisch-maoistisch | Automatische Schusswaffe(n)                                 | Militäreinheit     | 20   | 0         | Bewaffneter Konflikt in Peru |
| 26. September 1984 | Ayacucho     | [ 61 ]                      | Leuchtender Pfad            | marxistisch-leninistisch-maoistisch | Automatische Schusswaffe(n)                                 | Militäreinheit     | 30   | 0         | Bewaffneter Konflikt in Peru |
| 08. Oktober 1984   | Chimbote     | [ 62 ]                      | Leuchtender Pfad            | marxistisch-leninistisch-maoistisch | Sprengstoff                                                 | Wohngebäude        | 4    | 40        | Bewaffneter Konflikt in Peru |
| 13. November 1984  | Lima         | [ 63 ]                      | Leuchtender Pfad            | marxistisch-leninistisch-maoistisch | Automatische Schusswaffe(n)                                 | Dorf               | 20   | 0         | Bewaffneter Konflikt in Peru |
| 17. November 1984  | Monzón       | [ 64 ]                      | Leuchtender Pfad            | marxistisch-leninistisch-maoistisch | Automatische Schusswaffe(n)                                 | Regierungsarbeiter | 20   | 0         | Bewaffneter Konflikt in Peru |
| 27. Dezember 1984  | Tacna        | [ 65 ]                      | Leuchtender Pfad            | marxistisch-leninistisch-maoistisch | Automatische Schusswaffe(n)                                 | Dorf               | 50   | 0         | Bewaffneter Konflikt in Peru |

## 1985
| Datum/Beginn      | Ort          | Artikel/Quelle(n) | Täter            | Politische Ausrichtung              | Mittel                      | Ziel           | Tote | Verletzte | Hintergrund                  |
| ----------------- | ------------ | ----------------- | ---------------- | ----------------------------------- | --------------------------- | -------------- | ---- | --------- | ---------------------------- |
| 01. Januar 1985   | Arequipa     | [ 66 ]            | Leuchtender Pfad | marxistisch-leninistisch-maoistisch | Automatische Schusswaffe(n) | Dorf           | 30   | 0         | Bewaffneter Konflikt in Peru |
| 02. Januar 1985   | Ayacucho     | [ 67 ]            | Leuchtender Pfad | marxistisch-leninistisch-maoistisch | Automatische Schusswaffe(n) | Dorf           | 21   | 0         | Bewaffneter Konflikt in Peru |
| 22. Februar 1985  | San Martín   | [ 68 ]            | Leuchtender Pfad | marxistisch-leninistisch-maoistisch | Automatische Schusswaffe(n) | Militäreinheit | 37   | 0         | Bewaffneter Konflikt in Peru |
| 22. Februar 1985  | Junín        | [ 69 ]            | Leuchtender Pfad | marxistisch-leninistisch-maoistisch | Automatische Schusswaffe(n) | Militäreinheit | 40   | 0         | Bewaffneter Konflikt in Peru |
| 18. Mai 1985      | Cajamarca    | [ 70 ] [ 71 ]     | Leuchtender Pfad | marxistisch-leninistisch-maoistisch | Automatische Schusswaffe(n) | Infrastruktur  | 80   | 0         | Bewaffneter Konflikt in Peru |
| 10. Dezember 1985 | Huancavelica | [ 72 ]            | Leuchtender Pfad | marxistisch-leninistisch-maoistisch | Automatische Schusswaffe(n) | Milizionäre    | 35   | 0         | Bewaffneter Konflikt in Peru |

## 1986
| Datum/Beginn     | Ort      | Artikel/Quelle(n) | Täter            | Politische Ausrichtung              | Mittel                      | Ziel           | Tote | Verletzte | Hintergrund                  |
| ---------------- | -------- | ----------------- | ---------------- | ----------------------------------- | --------------------------- | -------------- | ---- | --------- | ---------------------------- |
| 19. Mai 1986     | Junín    | [ 73 ]            | Leuchtender Pfad | marxistisch-leninistisch-maoistisch | Automatische Schusswaffe(n) | Militäreinheit | 20   | 0         | Bewaffneter Konflikt in Peru |
| 20. Mai 1986     | Ayacucho | [ 74 ]            | Leuchtender Pfad | marxistisch-leninistisch-maoistisch | Automatische Schusswaffe(n) | Militäreinheit | 20   | 0         | Bewaffneter Konflikt in Peru |
| 18. Juni 1986    | Amazonas | [ 75 ]            | Leuchtender Pfad | marxistisch-leninistisch-maoistisch | Automatische Schusswaffe(n) | Militäreinheit | 22   | 0         | Bewaffneter Konflikt in Peru |
| 25. Juni 1986    | Cusco    | [ 76 ]            | Leuchtender Pfad | marxistisch-leninistisch-maoistisch | Sprengstoff                 | Touristenzug   | 8    | 40        | Bewaffneter Konflikt in Peru |
| 03. Juli 1986    | Ayacucho | [ 77 ]            | Leuchtender Pfad | marxistisch-leninistisch-maoistisch | Automatische Schusswaffe(n) | Militäreinheit | 41   | 0         | Bewaffneter Konflikt in Peru |
| 23. Oktober 1986 | Huamanga | [ 78 ]            | Maoisten         | maoistisch                          | Schusswaffe(n)              | Kirche         | 22   | 5         | Bewaffneter Konflikt in Peru |

## 1987
| Datum/Beginn       | Ort          | Artikel/Quelle(n)                                                     | Täter            | Politische Ausrichtung                                               | Mittel                      | Ziel             | Tote | Verletzte | Hintergrund                  |
| ------------------ | ------------ | --------------------------------------------------------------------- | ---------------- | -------------------------------------------------------------------- | --------------------------- | ---------------- | ---- | --------- | ---------------------------- |
| 29. März 1987      | Lima         | [ 79 ] [ 80 ] [ 81 ] [ 82 ]                                           | MRTA             | marxistisch-leninistisch, links-nationalistisch, antiimperialistisch |                             | Schuhgeschäfte   | 0    | 48        | Bewaffneter Konflikt in Peru |
| 19. April 1987     | Huancavelica | [ 83 ] [ 84 ] [ 85 ] [ 86 ] [ 87 ] [ 88 ] [ 89 ] [ 90 ] [ 91 ] [ 92 ] | Leuchtender Pfad | marxistisch-leninistisch-maoistisch                                  | Sprengstoff                 | Militärfahrzeuge | 164  | 3         | Bewaffneter Konflikt in Peru |
| 21. Juli 1987      | San Martín   | [ 93 ]                                                                | Leuchtender Pfad | marxistisch-leninistisch-maoistisch                                  | Automatische Schusswaffe(n) | Polizeiposten    | 20   | 0         | Bewaffneter Konflikt in Peru |
| 16. September 1987 | San Martín   | [ 94 ]                                                                | Leuchtender Pfad | marxistisch-leninistisch-maoistisch                                  | Automatische Schusswaffe(n) | Dorf             | 15   | 30        | Bewaffneter Konflikt in Peru |
| 03. Oktober 1987   | Lima         | [ 95 ]                                                                | Leuchtender Pfad | marxistisch-leninistisch-maoistisch                                  | Automatische Schusswaffe(n) | Dorf             | 20   | 0         | Bewaffneter Konflikt in Peru |
| 10. Oktober 1987   | San Martín   | [ 96 ]                                                                | Leuchtender Pfad | marxistisch-leninistisch-maoistisch                                  |                             | Polizeieinheit   | 34   | 0         | Bewaffneter Konflikt in Peru |
| 10. Dezember 1987  | La Libertad  | [ 97 ]                                                                | Leuchtender Pfad | marxistisch-leninistisch-maoistisch                                  | Automatische Schusswaffe(n) | Dorf             | 24   | 0         | Bewaffneter Konflikt in Peru |
| 22. Dezember 1987  | Moquegua     | [ 98 ]                                                                | MRTA             | marxistisch-leninistisch, links-nationalistisch, antiimperialistisch | Automatische Schusswaffe(n) | Militärposten    | 10   | 20        | Bewaffneter Konflikt in Peru |

## 1988
| Datum/Beginn       | Ort      | Artikel/Quelle(n) | Täter            | Politische Ausrichtung              | Mittel                                   | Ziel                       | Tote | Verletzte | Hintergrund                  |
| ------------------ | -------- | ----------------- | ---------------- | ----------------------------------- | ---------------------------------------- | -------------------------- | ---- | --------- | ---------------------------- |
| 08. Januar 1988    | Ayacucho | [ 99 ]            | Leuchtender Pfad | marxistisch-leninistisch-maoistisch | Automatische Schusswaffe(n)              | Dorf                       | 24   | 0         | Bewaffneter Konflikt in Peru |
| 10. Januar 1988    | Ayacucho | [ 100 ]           | Leuchtender Pfad | marxistisch-leninistisch-maoistisch | Automatische Schusswaffe(n)              | Dorf                       | 26   | 0         | Bewaffneter Konflikt in Peru |
| 11. Januar 1988    | Ayacucho | [ 101 ]           | Leuchtender Pfad | marxistisch-leninistisch-maoistisch | Automatische Schusswaffe(n)              | Selbstverteidigungseinheit | 20   | 0         | Bewaffneter Konflikt in Peru |
| 21. April 1988     | Lima     | [ 102 ]           | Leuchtender Pfad | marxistisch-leninistisch-maoistisch | Automatische Schusswaffe(n)              | Bauern                     | 20   | 0         | Bewaffneter Konflikt in Peru |
| 14. Mai 1988       | Ayacucho | [ 103 ]           | Leuchtender Pfad | marxistisch-leninistisch-maoistisch | Automatische Schusswaffe(n), Sprengstoff | Militärkonvoi              | 12   | 20        | Bewaffneter Konflikt in Peru |
| 05. Juli 1988      | Huamanga | [ 104 ]           | Leuchtender Pfad | marxistisch-leninistisch-maoistisch | Sprengstoff                              | Tanzsaal                   | 0    | 29        | Bewaffneter Konflikt in Peru |
| 27. September 1988 | Junín    | [ 105 ]           | Leuchtender Pfad | marxistisch-leninistisch-maoistisch | Automatische Schusswaffe(n)              | Militäreinheit             | 22   | 0         | Bewaffneter Konflikt in Peru |
| 01. November 1988  | Huamanga | [ 106 ]           | Leuchtender Pfad | marxistisch-leninistisch-maoistisch | Sprengstoff                              | Tanzsaal                   | 0    | 26        | Bewaffneter Konflikt in Peru |
| 16. November 1988  | Lima     | [ 107 ]           | Leuchtender Pfad | marxistisch-leninistisch-maoistisch | Landmine                                 | Lastwagen                  | 12   | 20        | Bewaffneter Konflikt in Peru |
| 22. November 1988  | Amazonas | [ 108 ]           | Leuchtender Pfad | marxistisch-leninistisch-maoistisch | Automatische Schusswaffe(n)              | Selbstverteidigungseinheit | 68   | 0         | Bewaffneter Konflikt in Peru |

## 1989
| Datum/Beginn      | Ort          | Artikel/Quelle(n) | Täter            | Politische Ausrichtung                                                              | Mittel                      | Ziel              | Tote | Verletzte | Hintergrund                  |
| ----------------- | ------------ | ----------------- | ---------------- | ----------------------------------------------------------------------------------- | --------------------------- | ----------------- | ---- | --------- | ---------------------------- |
| 16. Januar 1989   | Ayacucho     | [ 109 ]           | Leuchtender Pfad | marxistisch-leninistisch-maoistisch                                                 | Automatische Schusswaffe(n) | Milizionäre       | 27   | 0         | Bewaffneter Konflikt in Peru |
| 28. Februar 1989  | Ayacucho     | [ 110 ]           | Leuchtender Pfad | marxistisch-leninistisch-maoistisch                                                 | Automatische Schusswaffe(n) | Dorf              | 39   | 0         | Bewaffneter Konflikt in Peru |
| 13. März 1989     | Junín        | [ 111 ]           | MRTA             | marxistisch-leninistisch, sozialistisch, links-nationalistisch, antiimperialistisch | Automatische Schusswaffe(n) | Polizeieinheit    | 53   | 0         | Bewaffneter Konflikt in Peru |
| 27. März 1989     | San Martín   | [ 112 ]           | Leuchtender Pfad | marxistisch-leninistisch-maoistisch                                                 | Automatische Schusswaffe(n) | Polizeiposten     | 12   | 20        | Bewaffneter Konflikt in Peru |
| 31. März 1989     | Apurímac     | [ 113 ]           | Leuchtender Pfad | marxistisch-leninistisch-maoistisch                                                 | Automatische Schusswaffe(n) | Milizionäre       | 26   | 0         | Bewaffneter Konflikt in Peru |
| 28. April 1989    | Junín        | [ 114 ]           | MRTA             | marxistisch-leninistisch, sozialistisch, links-nationalistisch, antiimperialistisch | Automatische Schusswaffe(n) | Militäreinheit    | 68   | 26        | Bewaffneter Konflikt in Peru |
| 21. November 1989 | Huanuco      | [ 115 ]           | Leuchtender Pfad | marxistisch-leninistisch-maoistisch                                                 | Automatische Schusswaffe(n) | Polizeistreife    | 30   | 4         | Bewaffneter Konflikt in Peru |
| 07. Juni 1989     | Junín        | [ 116 ]           | Leuchtender Pfad | marxistisch-leninistisch-maoistisch                                                 | Automatische Schusswaffe(n) | Militärpatrouille | 21   | 0         | Bewaffneter Konflikt in Peru |
| 09. Juni 1989     | Huancavelica | [ 117 ]           | Leuchtender Pfad | marxistisch-leninistisch-maoistisch                                                 | Automatische Schusswaffe(n) | Dorf              | 40   | 0         | Bewaffneter Konflikt in Peru |
| 25. November 1989 | Ayacucho     | [ 118 ]           | Leuchtender Pfad | marxistisch-leninistisch-maoistisch                                                 | Automatische Schusswaffe(n) | Militäreinheit    | 42   | 0         | Bewaffneter Konflikt in Peru |
| 27. Oktober 1989  | Ayacucho     | [ 119 ]           | Leuchtender Pfad | marxistisch-leninistisch-maoistisch                                                 | Automatische Schusswaffe(n) | Militäreinheit    | 27   | 2         | Bewaffneter Konflikt in Peru |
| 11. Dezember 1989 | Junín        | [ 120 ]           | Leuchtender Pfad | marxistisch-leninistisch-maoistisch                                                 | Automatische Schusswaffe(n) | Dorf              | 22   | 0         | Bewaffneter Konflikt in Peru |

## 1990
| Datum/Beginn       | Ort        | Artikel/Quelle(n) | Täter                       | Politische Ausrichtung              | Mittel                                   | Ziel                   | Tote | Verletzte | Hintergrund                  |
| ------------------ | ---------- | ----------------- | --------------------------- | ----------------------------------- | ---------------------------------------- | ---------------------- | ---- | --------- | ---------------------------- |
| 15. Januar 1990    | Ayacucho   | [ 121 ]           | Leuchtender Pfad            | marxistisch-leninistisch-maoistisch | Schrotflinte(n), Pistole(n)              | Dörfer                 | 39   | 0         | Bewaffneter Konflikt in Peru |
| 23. Februar 1990   | Ayacucho   | [ 122 ]           | Leuchtender Pfad            | marxistisch-leninistisch-maoistisch | Automatische Schusswaffe(n)              | Milizionäre            | 16   | 30        | Bewaffneter Konflikt in Peru |
| 14. März 1990      | Junín      | [ 123 ]           | Leuchtender Pfad            | marxistisch-leninistisch-maoistisch | Automatische Schusswaffe(n)              |                        | 20   | 0         | Bewaffneter Konflikt in Peru |
| 15. März 1990      | Junín      | [ 124 ]           | Leuchtender Pfad            | marxistisch-leninistisch-maoistisch | Automatische Schusswaffe(n)              | Dorf                   | 50   | 0         | Bewaffneter Konflikt in Peru |
| 23. März 1990      | Lima       | [ 125 ]           |                             |                                     | Autobombe                                | Wirtschaftsministerium | 1    | 25        | Bewaffneter Konflikt in Peru |
| 06. April 1990     | Junín      | [ 126 ]           | Leuchtender Pfad            | marxistisch-leninistisch-maoistisch | Automatische Schusswaffe(n)              | Dorf                   | 24   | 0         | Bewaffneter Konflikt in Peru |
| 12. April 1990     | Junín      | [ 127 ]           | Leuchtender Pfad            | marxistisch-leninistisch-maoistisch | Automatische Schusswaffe(n)              | Dorf                   | 50   | 0         | Bewaffneter Konflikt in Peru |
| 13. April 1990     | San Martín | [ 128 ]           | Leuchtender Pfad            | marxistisch-leninistisch-maoistisch | Automatische Schusswaffe(n)              | Dorf                   | 23   | 0         | Bewaffneter Konflikt in Peru |
| 26. Juni 1990      | Huánuco    | [ 129 ]           | Leuchtender Pfad            | marxistisch-leninistisch-maoistisch | Automatische Schusswaffe(n)              | Dorf                   | 34   | 0         | Bewaffneter Konflikt in Peru |
| 17. Juli 1990      | Ancash     | [ 130 ]           | Leuchtender Pfad            | marxistisch-leninistisch-maoistisch | Automatische Schusswaffe(n)              | Dorf                   | 72   | 0         | Bewaffneter Konflikt in Peru |
| 14. August 1990    | San Martín | [ 131 ]           | Leuchtender Pfad            | marxistisch-leninistisch-maoistisch | Automatische Schusswaffe(n)              | Militäreinheit         | 40   | 0         | Bewaffneter Konflikt in Peru |
| 26. September 1990 | San Martín | [ 132 ]           | vermutlich Leuchtender Pfad | marxistisch-leninistisch-maoistisch | Automatische Schusswaffe(n), Sprengstoff | Polizeistation         | 3    | 20        | Bewaffneter Konflikt in Peru |
| 15. Oktober 1990   | Lima       | [ 133 ]           | Leuchtender Pfad            | marxistisch-leninistisch-maoistisch | Landmine                                 | Militär-Lkw            | 20   | 0         | Bewaffneter Konflikt in Peru |

## 1991
| Datum/Beginn       | Ort          | Artikel/Quelle(n) | Täter            | Politische Ausrichtung                                               | Mittel                              | Ziel              | Tote | Verletzte | Hintergrund                  |
| ------------------ | ------------ | ----------------- | ---------------- | -------------------------------------------------------------------- | ----------------------------------- | ----------------- | ---- | --------- | ---------------------------- |
| 14. Januar 1991    | Lima         | [ 134 ]           | MRTA             | marxistisch-leninistisch, links-nationalistisch, antiimperialistisch | Sprengstoff                         | Innenministerium  | 1    | 100       | Bewaffneter Konflikt in Peru |
| 23. Februar 1991   | Apurímac     | [ 135 ]           | Leuchtender Pfad | marxistisch-leninistisch-maoistisch                                  | Automatische Schusswaffe(n), Messer | Milizionäre       | 23   | 2         | Bewaffneter Konflikt in Peru |
| 09. April 1991     | La Libertad  | [ 136 ]           | Leuchtender Pfad | marxistisch-leninistisch-maoistisch                                  | Automatische Schusswaffe(n)         | Dorf              | 20   | 8         | Bewaffneter Konflikt in Peru |
| 25. Juni 1991      | Huamanga     | [ 137 ]           | Leuchtender Pfad | marxistisch-leninistisch-maoistisch                                  | Automatische Schusswaffe(n)         | Militärgelände    | 67   | 0         | Bewaffneter Konflikt in Peru |
| 26. Juni 1991      | Huanuco      | [ 138 ]           | MRTA             | marxistisch-leninistisch, links-nationalistisch, antiimperialistisch | Automatische Schusswaffe(n)         | Militärstützpunkt | 77   | 0         | Bewaffneter Konflikt in Peru |
| 23. Juli 1991      | La Libertad  | [ 139 ]           | Leuchtender Pfad | marxistisch-leninistisch-maoistisch                                  | Automatische Schusswaffe(n)         | Militäreinheit    | 21   | 0         | Bewaffneter Konflikt in Peru |
| 08. August 1991    | San Martín   | [ 140 ]           | MRTA             | marxistisch-leninistisch, links-nationalistisch, antiimperialistisch | Automatische Schusswaffe(n)         | Militäreinheit    | 20   | 0         | Bewaffneter Konflikt in Peru |
| 02. September 1991 | San Martín   | [ 141 ]           | Leuchtender Pfad | marxistisch-leninistisch-maoistisch                                  | Automatische Schusswaffe(n)         | Militäreinheit    | 61   | 0         | Bewaffneter Konflikt in Peru |
| 26. September 1991 | Junín        | [ 142 ]           | Leuchtender Pfad | marxistisch-leninistisch-maoistisch                                  | Automatische Schusswaffe(n)         | Militärstützpunkt | 21   | 0         | Bewaffneter Konflikt in Peru |
| 20. Oktober 1991   | San Martín   | [ 143 ]           | MRTA             | marxistisch-leninistisch, links-nationalistisch, antiimperialistisch | Automatische Schusswaffe(n)         | Milizeinheit      | 50   | 0         | Bewaffneter Konflikt in Peru |
| 24. Oktober 1991   | Callao       | [ 144 ]           | MRTA             | marxistisch-leninistisch, links-nationalistisch, antiimperialistisch | Automatische Schusswaffe(n)         | Militäreinheit    | 52   | 32        | Bewaffneter Konflikt in Peru |
| 02. November 1991  | Huancavelica | [ 145 ]           | Leuchtender Pfad | marxistisch-leninistisch-maoistisch                                  | Automatische Schusswaffe(n)         | Dorf              | 37   | 0         | Bewaffneter Konflikt in Peru |
| 03. November 1991  | Huancavelica | [ 146 ]           | Leuchtender Pfad | marxistisch-leninistisch-maoistisch                                  | Automatische Schusswaffe(n)         | Milizionäre       | 37   | 0         | Bewaffneter Konflikt in Peru |

## 1992
| Datum/Beginn       | Ort      | Artikel/Quelle(n) | Täter            | Politische Ausrichtung                                               | Mittel                                          | Ziel                     | Tote | Verletzte | Hintergrund                  |
| ------------------ | -------- | ----------------- | ---------------- | -------------------------------------------------------------------- | ----------------------------------------------- | ------------------------ | ---- | --------- | ---------------------------- |
| 14. Januar 1992    | Cusco    | [ 147 ]           | Leuchtender Pfad | marxistisch-leninistisch-maoistisch                                  | Automatische Schusswaffe(n)                     | Polizeistation           | 20   | 0         | Bewaffneter Konflikt in Peru |
| 14. Januar 1992    | Lima     | [ 148 ]           | Leuchtender Pfad | marxistisch-leninistisch-maoistisch                                  | Automatische Schusswaffe(n)                     | Dorf                     | 20   | 5         | Bewaffneter Konflikt in Peru |
| 21. Januar 1992    | Ayacucho | [ 149 ]           | Leuchtender Pfad | marxistisch-leninistisch-maoistisch                                  | Automatische Schusswaffe(n)                     | Gefängnis                | 28   | 5         | Bewaffneter Konflikt in Peru |
| 07. Februar 1992   | Lima     | [ 150 ]           | Leuchtender Pfad | marxistisch-leninistisch-maoistisch                                  | Sprengstoff                                     | Steuerverwaltungsbehörde | 1    | 31        | Bewaffneter Konflikt in Peru |
| 08. April 1992     | Lima     | [ 151 ]           | Leuchtender Pfad | marxistisch-leninistisch-maoistisch                                  | Autobombe                                       | Polizeistation           | 3    | 22        | Bewaffneter Konflikt in Peru |
| 13. April 1992     | Callao   | [ 152 ]           | MRTA             | marxistisch-leninistisch, links-nationalistisch, antiimperialistisch | Sprengstoff                                     | Polizeistation           | 4    | 40        | Bewaffneter Konflikt in Peru |
| 06. Mai 1992       | Lima     | [ 153 ]           | Leuchtender Pfad | marxistisch-leninistisch-maoistisch                                  | Automatische Schusswaffe(n), Sprengstoff, Säure | Gefängnis, Polizisten    | 30   | 36        | Bewaffneter Konflikt in Peru |
| 23. Mai 1992       | Lima     | [ 154 ]           | Leuchtender Pfad | marxistisch-leninistisch-maoistisch                                  | Sprengstoff                                     |                          | 1    | 40        | Bewaffneter Konflikt in Peru |
| 26. Mai 1992       | Ica      | [ 155 ]           | Leuchtender Pfad | marxistisch-leninistisch-maoistisch                                  | Automatische Schusswaffe(n)                     | Militärpatrouille        | 21   | 2         | Bewaffneter Konflikt in Peru |
| 05. Juni 1992      | Lima     | [ 156 ]           | Leuchtender Pfad | marxistisch-leninistisch-maoistisch                                  | Autobombe                                       | Fernsehsender            | 5    | 20        | Bewaffneter Konflikt in Peru |
| 16. Juli 1992      | Lima     | [ 157 ]           | Leuchtender Pfad | marxistisch-leninistisch-maoistisch                                  | 2 Autobomben                                    | Bankgebäude              | 25   | 155       | Bewaffneter Konflikt in Peru |
| 06. September 1992 | Lima     | [ 158 ]           | Leuchtender Pfad | marxistisch-leninistisch-maoistisch                                  | Autobombe                                       | Polizeistation           | 5    | 20        | Bewaffneter Konflikt in Peru |
| 10. Oktober 1992   | Ancash   | [ 159 ]           | Leuchtender Pfad | marxistisch-leninistisch-maoistisch                                  | Gewehr(e), Sprengstoff                          | Dorf                     | 44   | 0         | Bewaffneter Konflikt in Peru |
| 11. Dezember 1992  | Lima     | [ 160 ]           | MRTA             | marxistisch-leninistisch, links-nationalistisch, antiimperialistisch | Sprengstoff                                     | Diskothek                | 0    | 30        | Bewaffneter Konflikt in Peru |
| 26. Dezember 1992  | Lima     | [ 161 ]           | Leuchtender Pfad | marxistisch-leninistisch-maoistisch                                  | Sprengstoff                                     | Japanische Botschaft     | 2    | 40        | Bewaffneter Konflikt in Peru |

## 1993
| Datum/Beginn      | Ort         | Artikel/Quelle(n) | Täter               | Politische Ausrichtung              | Mittel       | Ziel                                             | Tote     | Verletzte | Hintergrund                  |
| ----------------- | ----------- | ----------------- | ------------------- | ----------------------------------- | ------------ | ------------------------------------------------ | -------- | --------- | ---------------------------- |
| 01. März 1993     | Lima        | [ 162 ]           | Leuchtender Pfad    | marxistisch-leninistisch-maoistisch | Autobombe    | Militärrekrutierungszentrum                      | 2        | 54        | Bewaffneter Konflikt in Peru |
| 05. April 1993    | La Libertad | [ 163 ]           | Leuchtender Pfad    | marxistisch-leninistisch-maoistisch | Schusswaffen | Militärpatrouille                                | 30 (+17) | 0         | Bewaffneter Konflikt in Peru |
| 28. Dezember 1993 | Lima        | [ 164 ]           | vermutlich Maoisten | maoistisch                          | 3 Autobomben | Polizeigebäude, Luftwaffen- und Marinestützpunkt | 2        | 27        | Bewaffneter Konflikt in Peru |

## 1995
| Datum/Beginn  | Ort      | Artikel/Quelle(n) | Täter            | Politische Ausrichtung              | Mittel                      | Ziel              | Tote | Verletzte | Hintergrund                  |
| ------------- | -------- | ----------------- | ---------------- | ----------------------------------- | --------------------------- | ----------------- | ---- | --------- | ---------------------------- |
| 20. Juli 1995 | Trujillo | [ 165 ]           | Leuchtender Pfad | marxistisch-leninistisch-maoistisch | Landmine(n), Schusswaffe(n) | Militärpatrouille | 36   | 6         | Bewaffneter Konflikt in Peru |

## 1997
| Datum/Beginn | Ort  | Artikel/Quelle(n) | Täter            | Politische Ausrichtung              | Mittel    | Ziel           | Tote | Verletzte | Hintergrund                  |
| ------------ | ---- | ----------------- | ---------------- | ----------------------------------- | --------- | -------------- | ---- | --------- | ---------------------------- |
| 15. Mai 1997 | Lima | [ 166 ]           | Leuchtender Pfad | marxistisch-leninistisch-maoistisch | Autobombe | Polizeistation | 0    | 25        | Bewaffneter Konflikt in Peru |

## 2002
| Datum/Beginn  | Ort  | Artikel/Quelle(n) | Täter                       | Politische Ausrichtung              | Mittel    | Ziel         | Tote | Verletzte | Hintergrund                  |
| ------------- | ---- | ----------------- | --------------------------- | ----------------------------------- | --------- | ------------ | ---- | --------- | ---------------------------- |
| 20. März 2002 | Lima | [ 167 ]           | vermutlich Leuchtender Pfad | marxistisch-leninistisch-maoistisch | Autobombe | US-Botschaft | 9    | 32        | Bewaffneter Konflikt in Peru |

## 2007
| Datum/Beginn | Ort     | Artikel/Quelle(n) | Täter | Politische Ausrichtung | Mittel     | Ziel  | Tote | Verletzte | Hintergrund                  |
| ------------ | ------- | ----------------- | ----- | ---------------------- | ---------- | ----- | ---- | --------- | ---------------------------- |
| 18. Mai 2007 | Juliaca | [ 168 ]           |       |                        | Sprengsatz | Markt | 6    | 48        | Bewaffneter Konflikt in Peru |